# Euthictis alampitis
Euthictis alampitis är en fjärilsart som beskrevs av Turner 1939. Euthictis alampitis ingår i släktet Euthictis och familjen praktmalar, Oecophoridae. Inga underarter finns listade i Catalogue of Life.